# Italos
Dans la mythologie grecque, Italos (du grec ancien Ἰταλός / Italós), fils de Télégonos et de Pénélope (veuve d'Ulysse), était le roi des Œnotres.
La région qu'il gouvernait se limitait à la pointe de la Calabre et avait pour limites les villes de Skylettion et de Terina. Il aurait réussi, au prix de nombreuses actions militaires à agrandir le royaume d'Œnotrie dans sa partie méridionale, déplaçant la frontière jusqu'aux cités de Tarente et Poseidonia (Paestum actuelle). Le peuple qu'il dirigeait alors changea de nom et pris celui d'Italiotes. Il est fait mention de cette légende dans le Périodos Gês du Pseudo-Scymnos.